# Przerośl Gołdapska
Przerośl Gołdapska – osada w Polsce położona w województwie warmińsko-mazurskim, w powiecie gołdapskim, w gminie Dubeninki.
W latach 1975–1998 miejscowość administracyjnie należała do województwa suwalskiego.
We wsi znajduje się zabytkowy cmentarz ewangelicki (nr ew. NID A-2852).
Zobacz też: Przerośl